# H. Jackson Brown
H. Jackson Brown, Jr. (14 de março de 1940 – 30 de novembro de 2021) foi um escritor estadunidense conhecido por seu livro Life's Little Instruction Book.

## Carreira
Além de escritor, ele foi compositor, artista e proprietário de uma empresa de desenvolvimento de criatividade e ideias, em Nashville no Tennesse.
Desde pequeno, aprendeu com seus pais o hábito de anotar suas ideias. Assim, sempre tinha uma caderneta em que guardava sugestões e lembretes, seu livro mais famoso, Life's Little Instruction Book - que foi um best-seller do The New York Times (1991-1994) - nasceu deste costume. Quando seu filho, Adam, saiu de casa para ingressar na faculdade, H. Jackson deu a ele um caderno, em que anotara, com carinho e humor, sua experiência de vida.
É autor da seguinte frase: A maior de todas as ignorâncias e rejeitar uma coisa sobre a qual nada se sabe.

## Publicações
- A Father's Book of Wisdom. Thomas Nelson Inc, 1988. ISBN 1-55853-107-6.
- P.S. I love you. Rutledge Hill Press, 1990. ISBN 1-55853-071-1.
- Life's little instruction book, (Volume 1). Rutledge Hill Press, 1991. ISBN 1-55853-102-5.
- Life's Little Instruction Book (Volume 2): A Few More Suggestions, Observations, and Remarks on How to Live a Happy and Rewarding Life. Thomas Nelson Inc, 1994. ISBN 1-55853-275-7.
- The Little Book of Christmas Joys. with Rosemary Brown, Kathy Peel. Thomas Nelson Inc., 1994. ISBN 1-55853-311-7.
- Wit and Wisdom from the Peanut Butter Gang. Rutledge Hill Press, 1994. ISBN 1-55853-276-5.
- Complete Life's Little Instruction Book. Thomas Nelson Incorporated, 1997. ISBN 1-55853-495-4.
- Kid's Little Treasure Books on What I've Learned...So Far. Thomas Nelson(J), 1997. ISBN 1-55853-555-1.
- Life's Treasure Book of Christmas Memories. with G. G. Santiago. Thomas Nelson Inc, 1999. ISBN 1-55853-804-6.
- Life's Little Treasure Book on Things That Really Matter. Thomas Nelson Inc., 1999. ISBN 1-55853-747-3
- Life's Little Treasure Book on Simple Pleasures. Thomas Nelson Inc, 1999. ISBN 1-55853-746-5.
- Live and Learn and Pass It On (Vol. 2): People Ages 5 to 95 Share What They've Discovered about Life, Love, and Other Good Stuff. Thomas Nelson Publishers, 2000. ISBN 1-55853-839-9.
- Life's Instructions for Wisdom, Success, and Happiness. Thomas Nelson Inc, 2000. ISBN 1-4016-0235-5.
- Life's Little Instruction Book, Volume 3. Thomas Nelson Inc, 2000. ISBN 1-55853-837-2.
- Life's Little Instruction Book from Mothers to Daughters. with Kim Shea. Thomas Nelson Inc, 2000. ISBN 1-55853-832-1.
- Life's Treasure Book on Friendship. Thomas Nelson Inc, 2000. ISBN 1-55853-802-X.
- Life's Little Instructions from the Bible Perpetua, with Rosemary C. Brown. Andrews McMeel Publishing, 2001. ISBN 0-7407-1694-8.
- A Book of Love for My Son. with Hy Brett. Thomas Nelson Inc, 2001. ISBN 1-55853-865-8.
- A Book of Love for My Daughter. with Paula Flautt, Kim Shea. Thomas Nelson Inc, 2001. ISBN 1-55853-866-6.
- Highlighted in yellow: a short course in living wisely and choosing well. with Rochelle Pennington. Rutledge Hill Press, 2001. ISBN 1-55853-834-8.
- The Complete Live and Learn and Pass It on. Thomas Nelson Inc, 2007. ISBN 1-4016-0331-9.
- As Southern As It Gets: 1,071 Reasons to Never Leave the South. Thomas Nelson, 2017. ISBN 9780718098100.